# OK-GLI
OK-GLI（ブランアナログBST-02）は、ブランの試験機である。1984年に建造され、1985年から1988年までの間に25回の試験飛行を行った。現在はドイツのシュパイヤー技術博物館に収蔵されている。

## 建造
ブランの開発は、アメリカ合衆国のスペースシャトル計画に対抗する形で1970年代に始まった。シャトルの建造は1980年に始まり、1984年には最初の原寸大のブランが完成した。最初の弾道飛行の試験は、1983年7月に行われた。
OK-GLIの後部には4つのリューリカ＝サトゥールン AL-31エンジンが積まれ、エンジンの燃料タンクは貨物室の4分の1を占める。アメリカ合衆国のエンタープライズ試験機が動力を持たず、空中発射に頼っていたのに対し、ブランは試験飛行時から自力で離陸することができた。
離陸にはジェットエンジンが用いられ、目的の高度に達した後はエンジンが止められ、着陸まで滑空する。これによりブランの設計、操作に関する貴重なデータが得られる。

## 試験飛行
9度のタクシー試験と25度の試験飛行が行われた。全ての試験はバイコヌール宇宙基地で行われた。
| 日付           | 概要          | 最大速度 | 最大高度 | 時間 | 乗組員 / 備考                                                   |
| -------------- | ------------- | -------- | -------- | ---- | --------------------------------------------------------------- |
| 1984年12月29日 | タクシー試験1 | 45 km/h  |          | 5分  | リマンタス・スタンケビシャス, イゴール・ボルク                  |
| 1985年8月2日   | タクシー試験2 | 200 km/h |          | 14分 | リマンタス・スタンケビシャス, イゴール・ボルク                  |
| 1985年10月5日  | タクシー試験3 | 270 km/h |          | 12分 | リマンタス・スタンケビシャス, イゴール・ボルク                  |
| 1985年10月15日 | タクシー試験4 | 300 km/h |          |      | リマンタス・スタンケビシャス, イゴール・ボルク                  |
| 1985年11月10日 | 試験飛行1     | 480 km/h | 1500 m   | 12分 | リマンタス・スタンケビシャス, イゴール・ボルク                  |
| 1985年11月15日 | タクシー試験5 | 170 km/h |          | 12分 | リマンタス・スタンケビシャス, イゴール・ボルク                  |
| 1986年1月3日   | 試験飛行2     | 520 km/h | 3000 m   | 36分 | リマンタス・スタンケビシャス, イゴール・ボルク                  |
| 1986年4月6日   | タクシー試験6 |          |          | 14分 | アナトリー・レフチェンコ, Shchukin                              |
| 1986年5月27日  | 試験飛行3     | 540 km/h | 4000 m   | 23分 | リマンタス・スタンケビシャス, イゴール・ボルク                  |
| 1986年6月11日  | 試験飛行4     | 530 km/h | 4000 m   | 22分 | リマンタス・スタンケビシャス, イゴール・ボルク                  |
| 1986年6月20日  | 試験飛行5     | 600 km/h | 4500 m   | 25分 | アナトリー・レフチェンコ, Shchukin                              |
| 1986年6月28日  | 試験飛行6     | 650 km/h | 5000 m   | 23分 | アナトリー・レフチェンコ, Shchukin                              |
| 1986年12月10日 | 試験飛行7     | 700 km/h | 4000 m   | 24分 | リマンタス・スタンケビシャス, イゴール・ボルク 初めての自動着陸 |
| 1986年12月23日 | 試験飛行8     | 750 km/h | 6000 m   | 17分 | リマンタス・スタンケビシャス, イゴール・ボルク                  |
| 1986年12月29日 | 試験飛行9     |          |          | 17分 | アナトリー・レフチェンコ, Shchukin                              |
| 1987年2月16日  | 試験飛行10    |          |          | 28分 | リマンタス・スタンケビシャス, イゴール・ボルク                  |
| 1987年2月25日  | 試験飛行11    |          |          | 19分 | リマンタス・スタンケビシャス, イゴール・ボルク                  |
| 1987年3月29日  | タクシー試験7 |          |          | 2分  | アナトリー・レフチェンコ, Shchukin                              |
| 1987年3月30日  | タクシー試験8 |          |          | 25分 | アナトリー・レフチェンコ, Shchukin                              |
| 1987年5月21日  | 試験飛行12    |          |          | 20分 | アナトリー・レフチェンコ, Shchukin                              |
| 1987年6月25日  | 試験飛行13    |          |          | 19分 | リマンタス・スタンケビシャス, イゴール・ボルク                  |
| 1987年10月5日  | 試験飛行14    |          |          | 21分 | Shchukin, イゴール・ボルク 自動着陸                             |
| 1987年10月15日 | 試験飛行15    |          |          | 19分 | Bachurin, Borodai                                               |
| 1988年1月16日  | 試験飛行16    |          |          |      | リマンタス・スタンケビシャス, イゴール・ボルク                  |
| 1988年1月24日  | 試験飛行17    |          |          |      | Bachurin, Borodai                                               |
| 1988年2月23日  | 試験飛行18    |          |          | 22分 | リマンタス・スタンケビシャス, イゴール・ボルク                  |
| 1988年3月4日   | 試験飛行19    |          |          | 32分 | リマンタス・スタンケビシャス, イゴール・ボルク                  |
| 1988年3月12日  | 試験飛行20    |          |          |      | Bachurin, Borodai                                               |
| 1988年3月23日  | 試験飛行21    |          |          |      | Bachurin, Borodai                                               |
| 1988年3月28日  | 試験飛行22    |          |          |      | Bachurin, Borodai                                               |
| 1988年4月2日   | 試験飛行23    |          |          | 20分 | リマンタス・スタンケビシャス, イゴール・ボルク                  |
| 1988年4月8日   | 試験飛行24    |          |          |      | リマンタス・スタンケビシャス, イゴール・ボルク                  |
| 1988年4月15日  | 試験飛行25    |          |          | 19分 | リマンタス・スタンケビシャス, イゴール・ボルク                  |
| 1989年12月29日 | タクシー試験9 |          |          |      | リマンタス・スタンケビシャス, Zabolotski                        |

## 退役後
計画が中止になった後、OK-GLIはモスクワ近郊のジュコーフスキー空軍基地に保存され、毎年のMAKSで展示されていた。2000年には、オーストラリア人宇宙飛行士のポール・スカリー＝パワーが経営するブラン・スペース・コーポレーションという企業に売却された。分解されてスウェーデンのヨーテボリから船でシドニーまで運ばれ、2000年2月9日に到着して、ダーリングハーバーの観光名所として、数年間展示されることになった
。

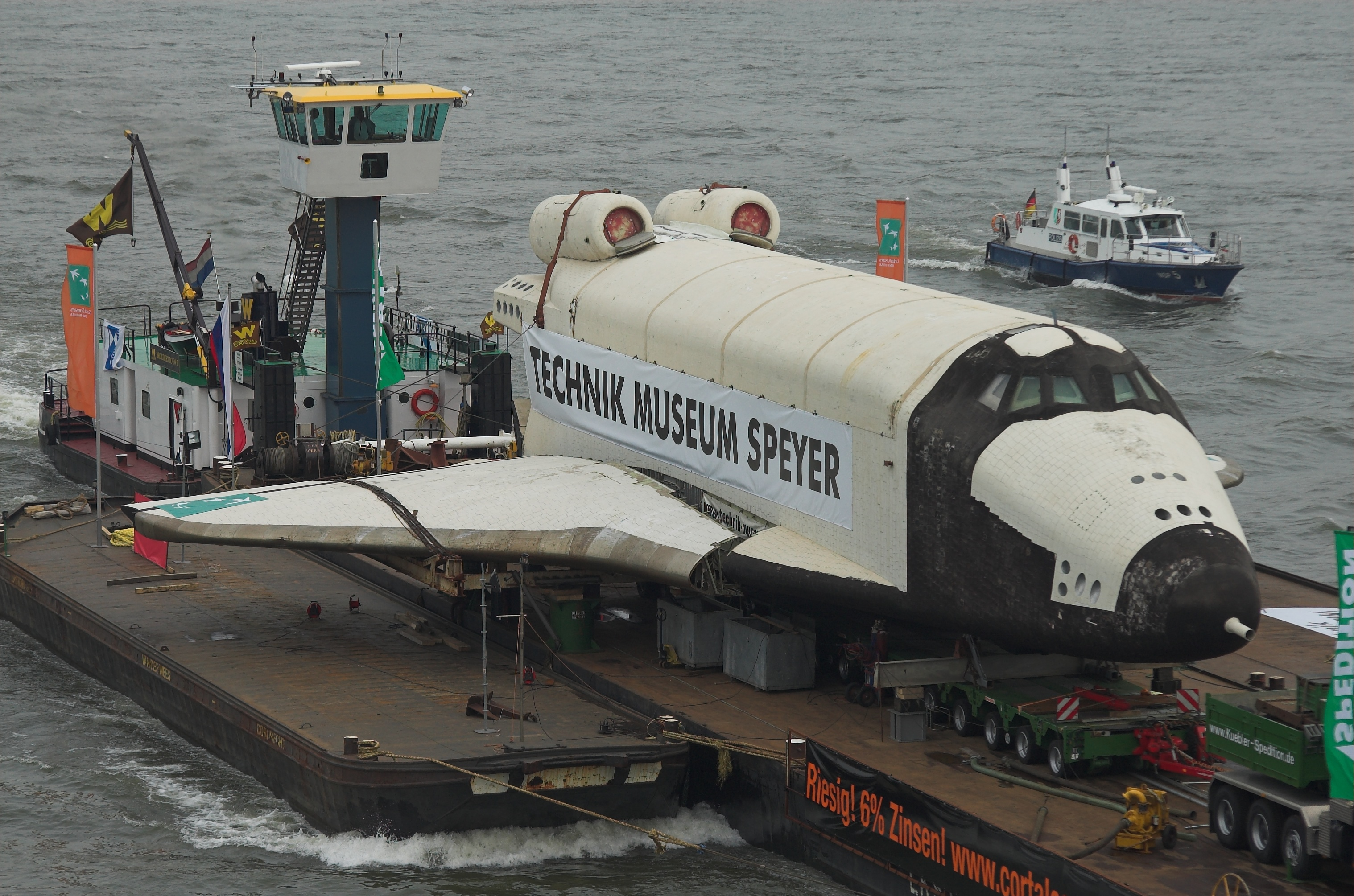
ライン川を経てシュパイヤーに向かうOK-GLI

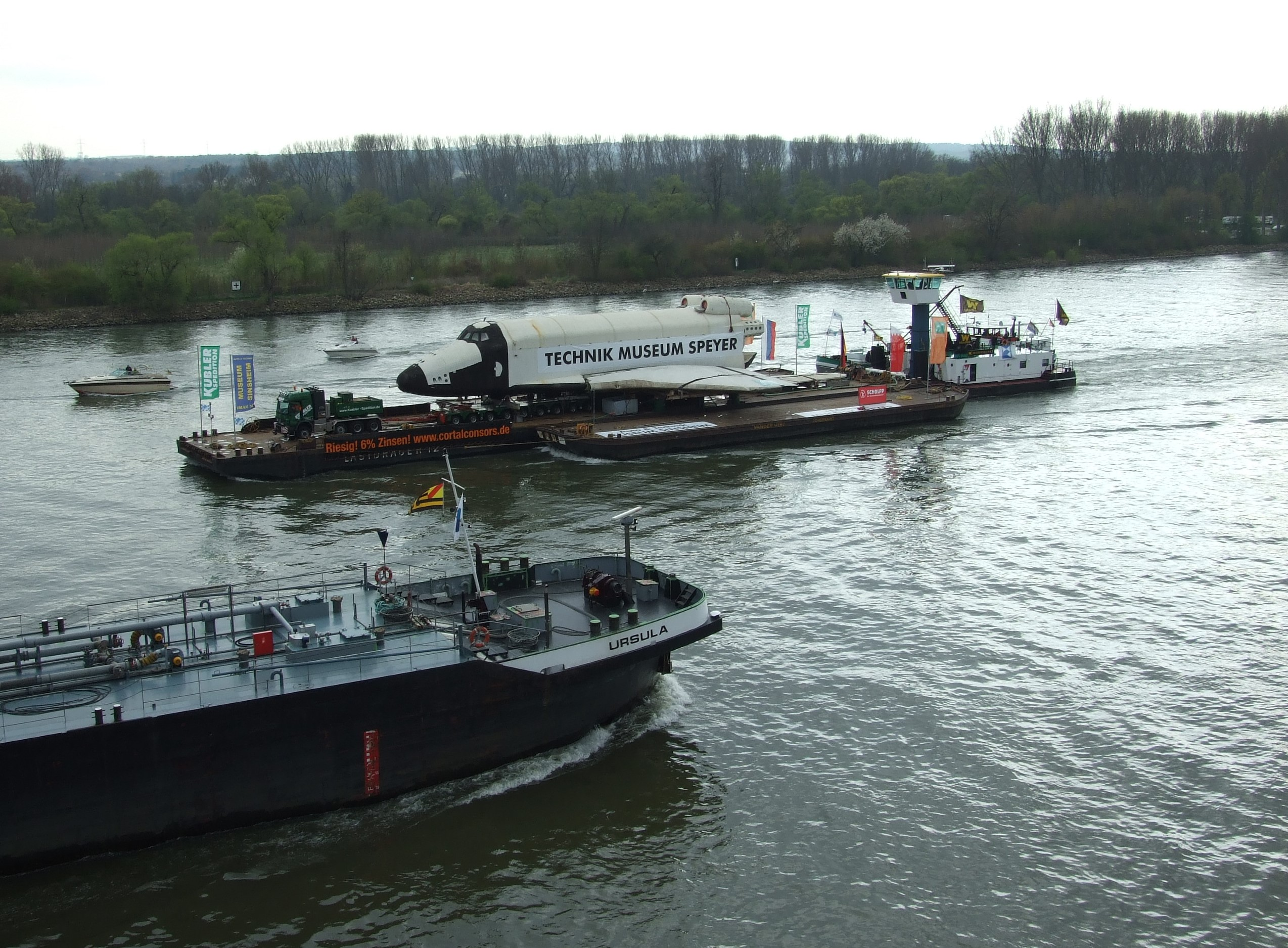
マインツで

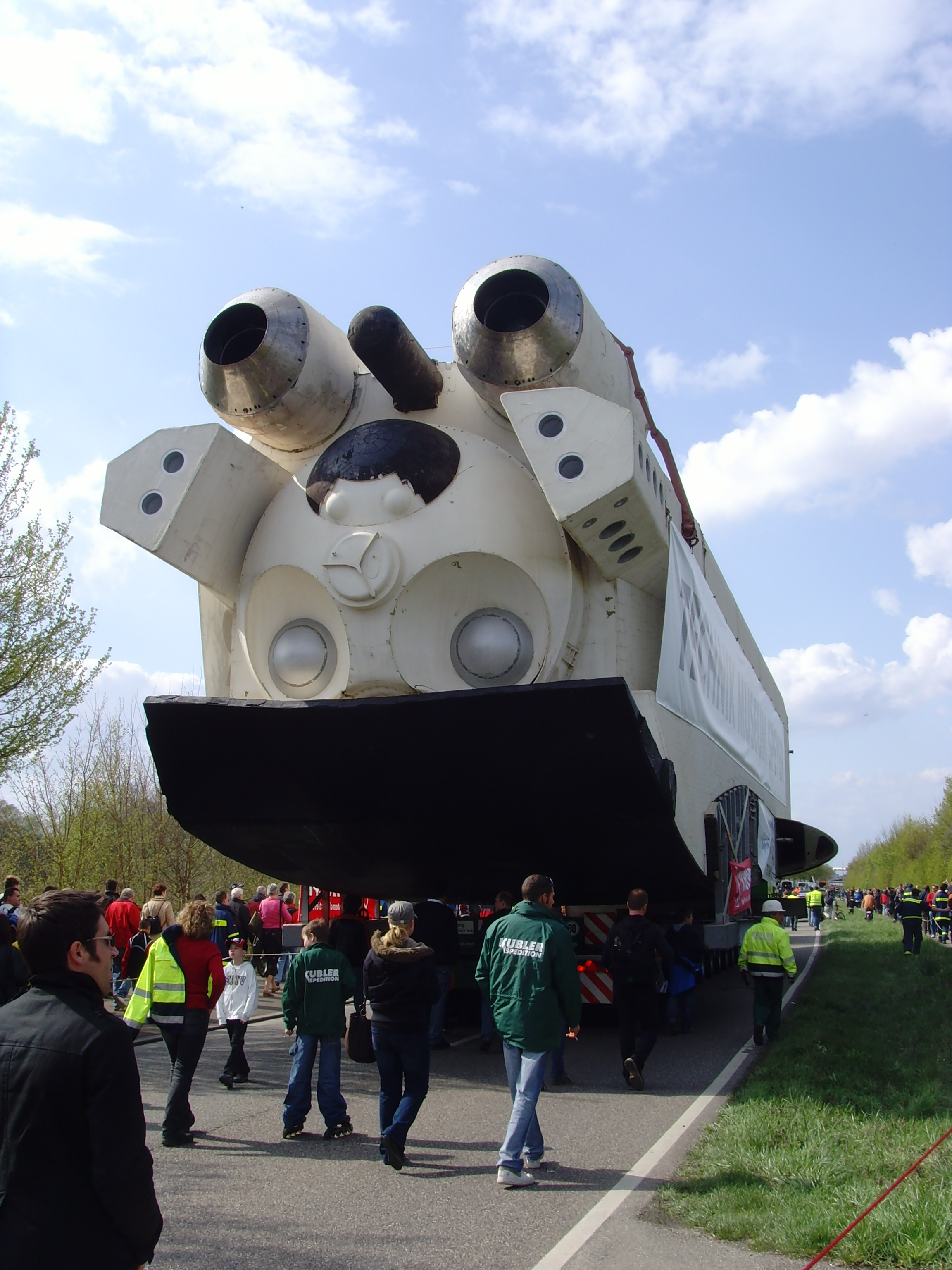
シュパイヤー技術博物館に入るOK-GLI

2000年のシドニーオリンピックでは、再組立ての様子が公開された。観光客は宇宙船の周りや貨物室内部に作られた通路を歩いて見学することができた。オーストラリアやアジアのいくつかの都市で公開される予定もあったが、オリンピック後に所有者が破産したため、防水シートで覆われただけの状態で何年もの間、柵で囲まれた屋外に晒されることになった。この間に材質は劣化し、何度も破壊を受けた。
その後OK-GLIは売りに出され、例えばロサンゼルスのラジオ局KFWBのオークション番組News 980 KFWB-AMでは600万ドルから開始されたが、入札は得られなかった。2004年9月、ドイツのジャーナリスト集団はOK-GLIをバーレーンで目撃している。2005年にジンスハイム自動車・技術博物館が購入し、ドイツに運ばれたが、国際法上の問題が解決されるまで、バーレーンで5年間保管されていたためであった。
2008年3月4日、OK-GLIは船でシュパイヤー技術博物館に運ばれ、修復を終えて内部を歩くことが可能な展示物として展示された。
出発の際、艀から船に移る時に、船尾の装置に不具合があり、シャトルの尾部が甲板の高さから落下した。幸い、怪我人は出ず、船もシャトルも軽微な損傷だけで済んだ。